# Claudio Sardilli
Claudio Sardilli (29 de junho de 1917 — 7 de janeiro de 2008) foi um remador brasileiro.
Foi bicampeão brasileiro de remo nos anos de 1939 e 1940.
Foi também diversas vezes campeão paulista de remo representando o Clube de Regatas Tietê e o Sport Club Corinthians Paulista. 
Classificado para os Jogos Olímpicos de Verão de 1940 em Tóquio, teve frustrada a sua participação em razão do cancelamento dos Jogos por causa da Segunda Guerra Mundial. 
Ao se aposentar tornou-se diretor de remo do Sport Club Corinthians Paulista.
Pertenceu à extinta Guarda Civil de São Paulo.